# Lekani-Berge
Die Lekani-Berge (griechisch Όρη Λεκάνης Ori Lekanis) sind ein Gebirgsstock in den südlichen Griechischen Rhodopen nördlich bis nordöstlich von Kavala zwischen den Flüssen Xiropotamos und Nestos. Zu den höchsten Erhebungen gehören Lekani (1298 m), Christos (1174 m) und Chalkero (841 m).

## Bergbau und Metallgewinnung

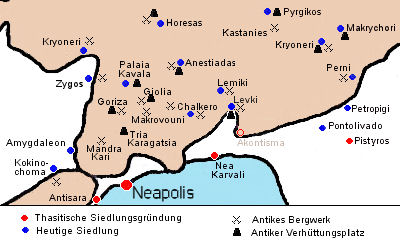
Siedlungen und Bergbau in den südwestlichen Lekani-Bergen

Geologisch gehört in den Lekani-Bergen der Großbereich Palaia Kavala mit den dortigen Bergwerken und Verhüttungsplätzen von Zygos, Kastanies, Kryoneri, Giolia, Goritza, Makrovouni, Mandra Kari, Tria Karagatsia und Pistirma/Chalkero zum südöstlichen Teil der Griechischen Rhodopen. Es wurden hier in der Antike drei Typen von Erzkörpern abgebaut:
1. Eisen-Mangan-Erze in den Karbonatgesteinen mit Goldgehalten bis zu 26 μg/g
2. Blei-Zink- und silberreiche Eisen-Mangan-Erze ebenfalls in den Karbonatgesteinen, mit Silbergehalte bis zu 2500 μg/g
3. Pyrit-Arsenkies und Pyrit-Kupferkies im Kontaktbereich Marmor/Gneis und im Gneis selbst, mit Goldgehalten bis zu 38 μg/g.

Der Mineralbestand der Eisen-Manganerze besteht im Wesentlichen aus Mangan- und Eisenoxiden, Karbonaten, Arseniden, Sulfiden und verschiedenen Gangmaterialien. In den Oxidations- und Sulfid-Erzen von Palaia Kavala wurde silberhaltiger Jarosit, Fahlerz, Rotgültigerz, Freibergit, Silberglanz sowie gediegen Silber und Gold festgestellt.

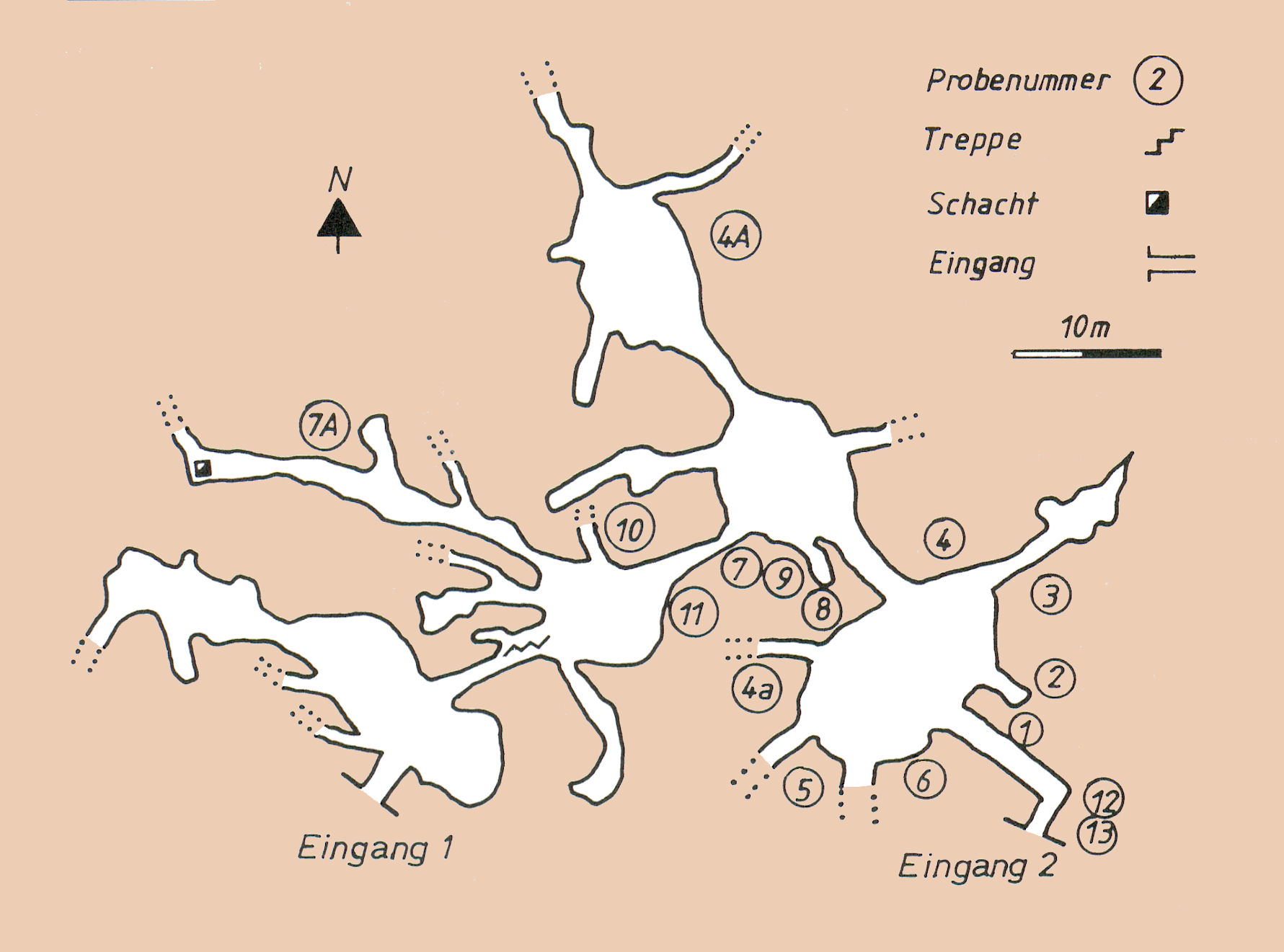
Grubenplan Goldbergwerk Mandra Kari mit Beprobungsstellen

Eines der 1996 untersuchten, bedeutenden Goldbergwerke des Bergbaubereichs von Palaia Kavala ist Mandra Kari (40° 58′ 0″ N, 24° 23′ 0″ O). Der Bergwerkgrundriss zeigt ein stark verzweigtes Streckensystem. Bei vielen verstürzten Strecken bleibt die Gesamtausdehnung des Bergwerkes unerforscht. Es sind drei übereinanderliegende Sohlen aufgefahren. Die Strecken und Weitungen wurden mit Schlägel und Eisen gehauen. Die Vortriebstechnik gleicht derjenigen von Laurion, Sifnos und Thasos. Die rechteckigen Streckenquerschnitte mit 0,9 m Höhe und 0,8 m Breite sind dabei charakteristisch. Die Abbauweitungen erreichen bis zu 15 m Länge, 10 m Breite und 5 m Höhe.

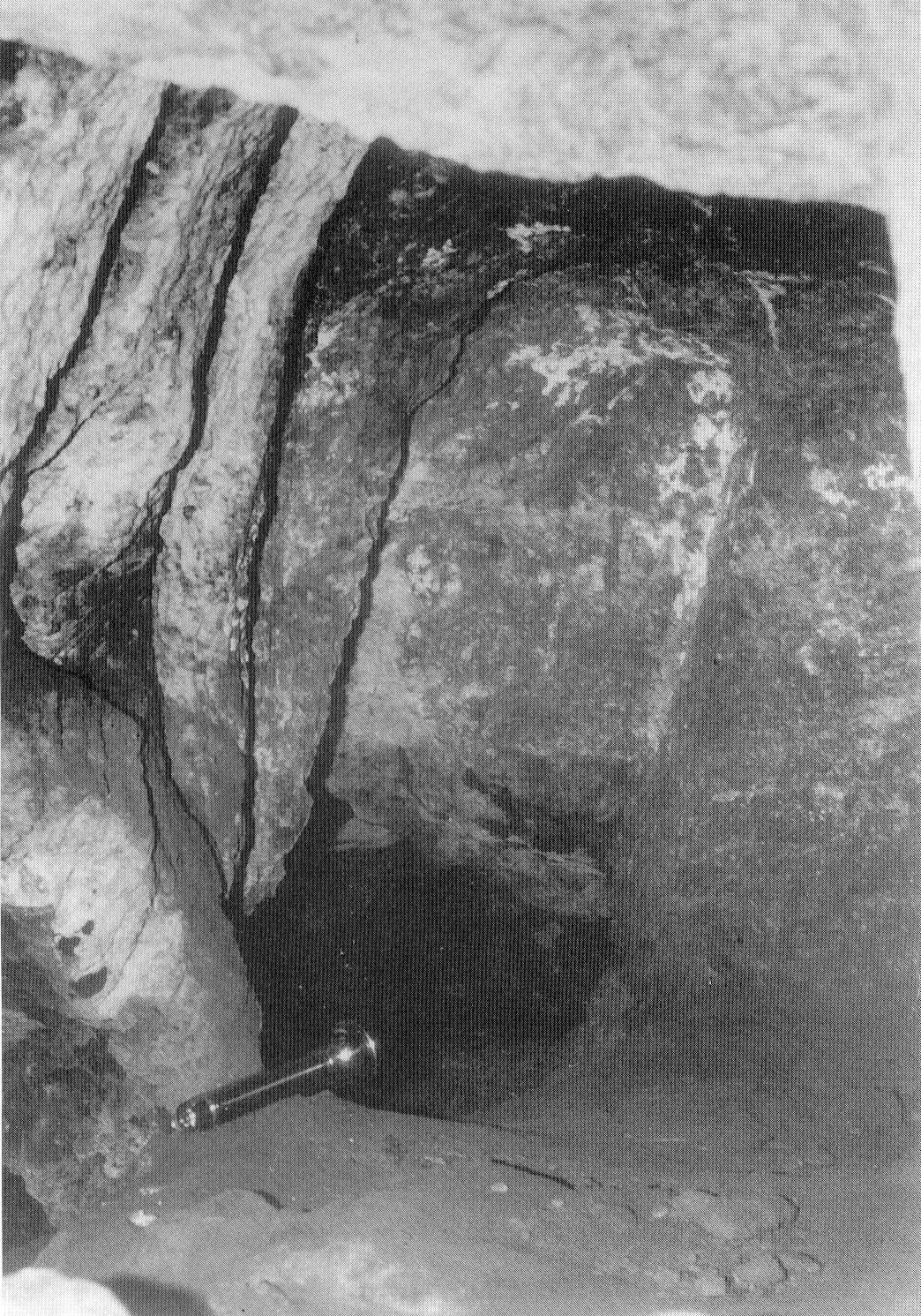
Vortrieb in Mandra Kari

Die in Mandra Kari angewandte Vortriebs- und Abbaumethode war in der klassischen Periode im 5. Jahrhundert v. Chr. üblich, woraus geschlossen werden kann, dass das Bergwerk zu dieser Zeit in Betrieb war. In Mandra Kari konnten auch Anzeichen einer älteren, wahrscheinlich prähistorischen, möglicherweise thrakischen Bergbauaktivität festgestellt werden.
Die Aufbereitung und Gewinnung des Goldes erfolgte durch Auswaschen aus dem weicheren ockerartigen Material, sowie durch Zerkleinern, Mahlen und Waschen der harten Eisenerze und schließlich durch Schmelzen der gewonnenen Schwerefraktionen.

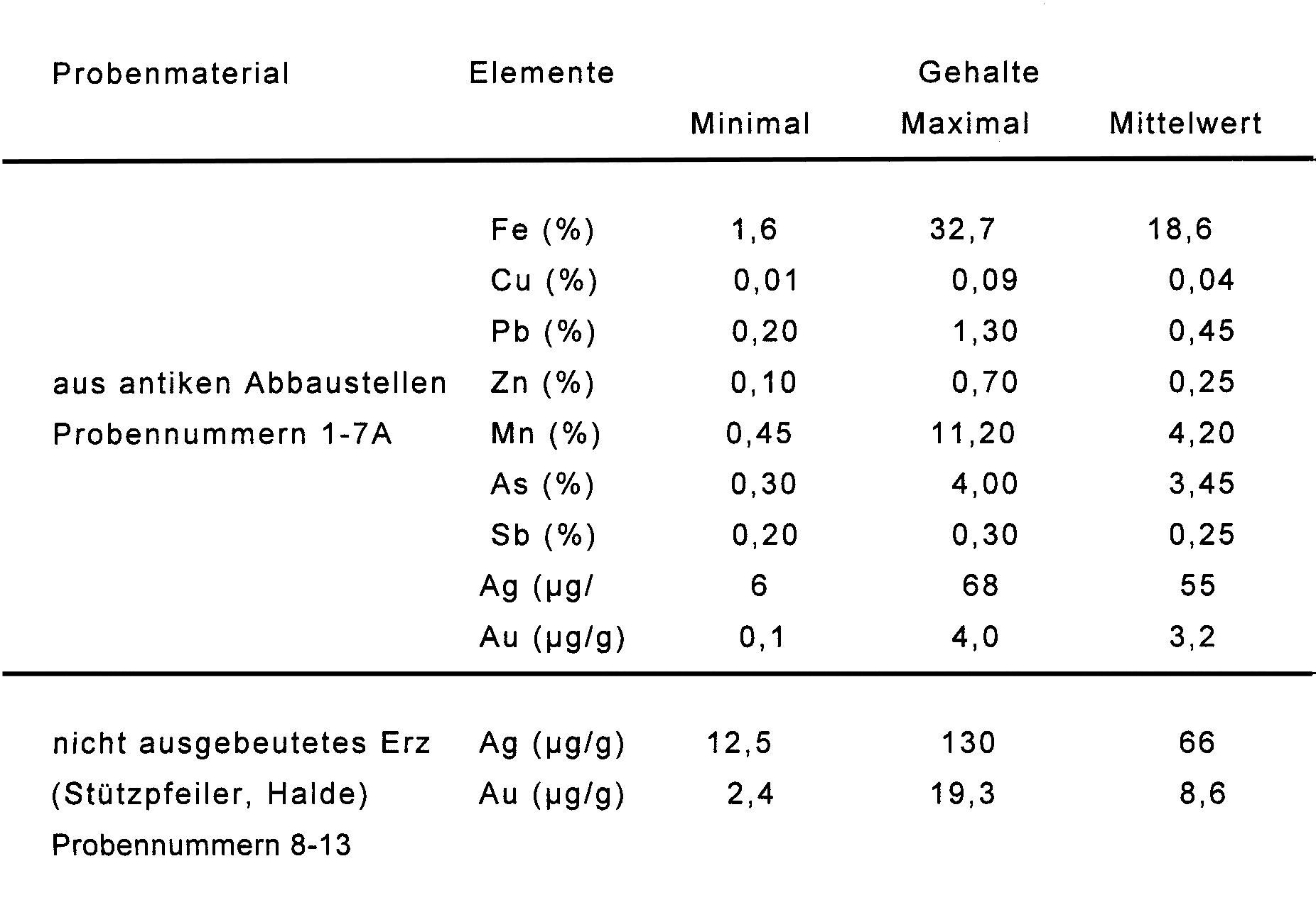
Metallgehalte der Erze von Mandra Kari

Aus Abbaustellen, Stützpfeilern und Haldenmaterial wurden 16 Proben entnommen und analysiert. Die Silber- und Eisengehalte sind niedrig, die Goldgehalte im anstehenden Erz im Mittelwert bei 8,6 μg/g. Aus den Analysenergebnissen lässt sich schließen, dass weder Eisenerz noch Silber als abbauwürdig gelten konnten, sondern einzig das Gold Ziel des Bergbaus gewesen sein kann. Die Goldgehalte der Erze, die im Altertum abgebaut wurden, dürften bei mehr als 4 μg/g gelegen haben.
Nimmt man einen durchschnittlichen Goldgehalt von 10 μg/g an, so wurden jährlich 16.000 Tonnen, also rund 6.000 Kubikmeter Erz, abgebaut. Eine solche Fördermenge kann auch ein Bergwerk wie Mandra Kari allein nicht aufgebracht haben. Dazu ist ein ausgedehntes Bergbaurevier erforderlich. Nach Größe, Metallinhalt und Anzahl antiker Abbauorte und Verhüttungsschlacken kann dafür das gesamte Gebiet nördlich bis nordöstlich von Neapolis/Kavala in Frage kommen.
Ein zentraler Schmelzplatz im Revier von Palaia Kavala findet sich in unmittelbarer Nähe des Goldbergwerks von Mandra Kari bei Tria Karagatsia.  Diese Stelle ist gut zur Erzverhüttung geeignet, da es dort windig ist und mehrere Wasserquellen vorhanden sind. Auf etwa fünf Hektar Fläche finden sich etwa 50.000 Tonnen Schlacke. Allerdings handelt es sich hierbei nicht um Gold-, sondern um Blei-Silber-Verhüttung, wie die Funde von Bleischlacken und Bleiglätte belegen. Ein Keramikfund ergab eine Datierung von etwa 328 n. Chr., belegt also eine spätrömische bis frühbyzantinische Blei-Silber-Gewinnung an dieser Stelle.